# Alessandra Selmi
Alessandra Selmi (Monza, 14 luglio 1977) è una scrittrice italiana.
Si è diplomata al Liceo Classico Bartolomeo Zucchi di Monza e ha conseguito la laurea in Scienze della Comunicazione all'Università IULM di Milano.
È stata a lungo editor e consulente editoriale, prima di fondare, nel 2007, l'agenzia letteraria Lorem Ipsum. In seguito ha insegnato Scrittura editoriale nei master dell'Università Cattolica di Milano, Professione editoria cartacea e digitale e Booktelling.
Il suo primo romanzo, La terza (e ultima) vita di Aiace Pardon, è pubblicato da Baldini&Castoldi nel 2015, cui segue Le origini del potere. La saga di Giulio II, il papa guerriero (Editrice Nord, 2020).
Per la stessa casa editrice, ad agosto 2022 esce Al di qua del fiume, da subito in testa alle classifiche. Tradotto in diversi Paesi, è tra i libri più venduti del 2022. Nel 2023 il romanzo ha vinto il Premio Letteratura d'impresa e il premio letterario Brianza.
Nel febbraio del 2025 esce, sempre per la casa Editrice Nord, La prima regina, che raggiunge immediatamente la vetta della classifica.
Selmi è apprezzata per la sua capacità di fondere la precisione storica con una scrittura coinvolgente e attenta ai sentimenti umani, mantenendo sempre un forte legame con il territorio e con la memoria collettiva.

## Opere

### Romanzi
- La terza (e ultima) vita di Aiace Pardon (2015, Baldini+Castoldi)
- Le origini del potere. La saga di Giulio II, il Papa guerriero (2020, Editrice Nord)
- Al di qua del fiume (2022, Editrice Nord)
- La prima regina (2025, Editrice Nord)

### Saggi
- E così vuoi lavorare nell'editoria - I dolori di un giovane editor (2014, Editrice Bibliografica)
- Come pubblicare un giallo senza ammazzare l'editore (2016, Editrice Bibliografica)